# Rob Johnson
Rob Garland Johnson (Newport Beach, 18 marzo 1973) è un ex giocatore di football americano statunitense che ha giocato nel ruolo di quarterback nella National Football League (NFL). Fu scelto nel corso del quarto giro (99º assoluto) del Draft NFL 1995 dai Jacksonville Jaguars. Al college giocò a football alla Southern California University.

## Carriera professionistica
Johnson fu scelto nel quarto giro del Draft 1995 dalla neonata franchigia dei Jacksonville Jaguars. Nella prima gara della stagione 1997 partì come titolare al posto dell'infortunato Mark Brunell e giocò una grande prova, stabilendo il record NFL per la miglior percentuale completamento di passaggi per un quarterback al debutto come titolare. Johnson firmò un contratto da 25 milioni di dollari con i Buffalo Bills la stagione successiva e fu nominato quarterback titolare dall'allenatore Wade Phillips. Ebbe tuttavia delle stagioni tumultuose con i Bills, segnate dagli infortuni e, guadagnandosi la reputazione di giocatore che subiva moltissimi sack, gli fu attribuito il soprannome di "Robo-sack". Gli infortuni di Johnson e le sue cattive prestazioni portarono Phillips a sostituirlo con il più esperto Doug Flutie. Con una scelta controversa però, Phillips decise di far partire come titolare Johnson al posto di Flutie nella gara del primo turno dei playoff del 1999 persa contro i Tennessee Titans, dopo che Flutie aveva guidato la squadra a un record di 11-5 nella stagione regolare.
Dopo altre due stagioni negative con i Bills, Johnson si unì ai Tampa Bay Buccaneers nel 2002, vincendo il Super Bowl nella sua unica stagione con la squadra. Johnson disputò le ultime gare con i Washington Redskins e gli Oakland Raiders nel 2003. Fece dei provini nel 2006 per i New York Giants e nel 2008 coi Tennessee Titans, senza tuttavia essere ingaggiato.

## Palmarès
- Super Bowl : 1

Tampa Bay Buccaneers: Super Bowl XXXVII
- National Football Conference Championship: 1

Tampa Bay Buccaneers: 2002

## Statistiche
| Yard passate      | 5.795 |
| Touchdown         | 30    |
| Intercetti subiti | 23    |
| Passer rating     | 83,6  |